# Dwergzijdeaapje
Het dwergzijdeaapje of dwergoeistiti (Cebuella pygmaea) is een zoogdier uit de familie van de klauwaapjes (Callitrichidae). De wetenschappelijke naam van de soort werd voor het eerst geldig gepubliceerd door Johann Baptist von Spix in 1823.

## Kenmerken
Het dwergzijdeaapje heeft een donzige, bruinachtige vacht met geelbruine vlekken, en een geringde staart die net zo lang als zijn lichaam kan zijn. De klauwen zijn speciaal bedoeld om in bomen te klimmen, een eigenschap uniek voor deze soort. Met een lengte van tussen de 14–16 cm (exclusief de staart van 15-20) is het een van de kleinste primaten en de kleinste aap. Mannetjes wegen rond de 140 gram, vrouwtjes slechts 120 gram.

## Leefwijze
Als omnivoor, eten ze fruit, bladeren, insecten, en af en toe zelfs kleine reptielen. Een groot deel van hun dieet bestaat echter uit hars van bomen. Een groot deel van de tijd wordt besteed aan het halen van hars uit boomschors. Dit actieve dwergzijdeaapje heeft hiervoor speciale tanden om in schors te kunnen bijten. Door zijn kleine afmetingen en snelle manier van bewegen is het moeilijk om dit aapje goed te kunnen observeren.

### Dialect
Het dwergzijdeaapje is de eerste Zuid-Amerikaanse aap waarbij het gebruik van dialecten is vastgesteld. Tot op heden is onbekend of het gebruik van dialecten komt door een voordeel van bepaalde geluiden in een zekere habitat of dat dit een sociaal aspect is, zoals bij mensen.

## Voortplanting en ontwikkeling
De draagtijd is 119 - 140 dagen. Meestal worden er twee niet identieke jongen geboren, maar een- en drielingen komen ook voor. Het mannetje draagt de jongen rond, totdat ze door het vrouwtje ze overneemt om te voeden.
In gevangenschap kan een dwergzijdeaapje ongeveer elf jaar oud worden. In de natuur is dat gewoonlijk (veel) minder.

## Verspreiding en leefgebied
Deze soort komt oorspronkelijk in het noordwesten van Brazilië, het zuidoosten Colombia, het oosten van Ecuador, en het noordoosten van Peru in het regenwoud voor bij de bovenloop van de Amazone.

## Taxonomie
Tot 2018 was het de enige soort in het geslacht Cebuella, maar uit onderzoek bleek dat de ondersoort Cebuella pygmaea niveiventris een aparte soort was, die de naam C. niveiventris kreeg.